# Hazatérés – Delelő, 22. század
A Hazatérés – Delelő, 22. század (oroszul: Полдень. XXII век) Arkagyij és Borisz Sztrugackij szovjet (orosz) írók 1961-ben megjelent tudományos-fantasztikus regénye (novellafüzére). A történetekben a jövő optimista, kommunista eszmékre épülő világát ábrázolják többféle szempontból. A szereplők közül Jevgenyij Szlavin és Szergej Kondratyev azok, akik a gyűjtemény számos novellájában szerepelnek.
Magyarul 2016-ban jelent meg a Galaktika Fantasztikus Könyvek sorozatban. A kötet rövidített változata 1966-ban Ugrás a jövőbe címmel jelent meg.

## Történet
|  | Alább a cselekmény részletei következnek! |

A történet laza folytatása a Sztrugackij fivérek A bíborszínű felhők bolygója című tudományos-fantasztikus művének, amellyel közös karakterei is vannak. A novellák egy része a műszaki és a tudományos-technikai vívmányokról és felfedezésekről szól, mások a 22. század emberképeit ábrázolják.
A novellákat összekapcsolja egymással a cselekmény helye és ideje – a 22. század egyesült emberisége –, valamint a szereplők. A történet hősei közül ketten, az előző évszázadban indított űrhajó legénységének tagjai, egy hosszú, közel fénysebességű csillagközi utazáson vettek részt, váratlanul visszatérnek a Földre. A másik szál egy iskola fiatal diákjairól szól. A további novellák nyomon követik a fő- és az epizódszereplők sorsát a 22. században.
ELSŐ RÉSZ – Rokonlelkek
- Éjszaka a Marson:[3][4] Két orvos gyalogosan sétál a Marson, miután járművük elveszett a futóhomokban. Öt órát kell gyalogolniuk, ebből négy órát éjszaka, amikor különféle veszélyek fenyegetik őket. A biológiai állomásra igyekeznek, ahol megszületik majd a bolygón az első gyermek.[5]
- Rokonlelkek:[3][6] Szergej Kondratyev a Kozmológiai Egyetemen tanul.

MÁSODIK RÉSZ – Újrakezdés
- Üknagyapó: A fotonmotorral hajtott Tajmir űrhajó rejtélyes módon visszatér a Földre, miután egy évszázaddal korábban eltűnt. A legénységéből csak  Kondratyev és Szlavin maradtak életben.
- Bajkeverők: Paul Gnyedih, Alekszandr „Lin” Kosztilin, Mihail Szidorov és Genyka Komov (Kapitány) iskolások, csillagközi űrhajósnak képzelik el a jövőjüket.
- Közlemény: Tudományos jelentés, amely elemzi a Tajmir űrhajó eltűnését.
- Ketten a Tajmirról: Kondratyev és Szlavin lábadozik a Tajmír lezuhanása után szerzett sérüléseikből. Kiderül, hogy az űrhajójuk annak idején váratlan ugrást hajtott végre a hipertéren, miközben megközelítette a fénysebességet. Emellett mindketten kezdenek megismerkedni jövőjük Földjével, amelyre visszatértek.
- Önjáró utak: Kondratyev a földi életet a mozgó utak globális rendszerén keresztül fedezi fel.
- A “terülj, terülj, asztalkám”: Szlavin megpróbál alkalmazkodni a saját korához képest 150 év távolában lévő modern technológiához.
- Újrakezdés: Kondratyevet felkeresi Leonyid Gorbovszkij, űrhajós, és Nyikolaj Zvancev, oceanológus. Szergej elhatározza, hogy Nyikolaj ajánlatát elfogadva ezután oceanográfiával foglalkozik.

HARMADIK RÉSZ – Egy kényelmesen berendezett bolygó
- A lélek gyötrelmei: Paul Gnyedih és Kosztilin sok évnyi távollét után újra kapcsolatba kerül egymással. Korábbi osztálytársaik, Mihail Szidorov biológus, Gennagyij Komov űrrepülő lett. Kosztilin egy mezőgazdasági genetikai laboratóriumban dolgozik egy szarvasmarha-tenyésztelepen, Paul pedig már négy szakmában is kipróbálta magát, de egyiknél sem maradt meg. Ezért elfogadja Kosztilin ajánlatát, hogy vele dolgozzon.
- Partraszállók:[3][7] a Gorbovszkij vezette űrhajó az EN 17 csillag körül keringő Vlagyiszlava bolygóhoz érkezik. A Vlagyiszlava az első bolygó a Naprendszeren kívül, amelyen a Zarándokok[8] nyomait találták meg. Gorbovszkij a bolygó közelében lévő idegen létformák által magára hagyott mesterséges műholdakat kutatja, majd a fiatal biológussal, Szidorovval és embereivel a Vlagyiszlava felszínére utazik.
- Mélytengeri kutatás: Kondratyev, Belov és Akiko Okada oceanográfus óriási tintahalra vadásznak egy víz alatti expedíción.
- A hátsó láb rejtélye: Szlavin újságíróként dolgozik, és közben megismeri az DIG projektet, amelynek magja a Diffúz Információ Gyűjtő nevű szuperszámítógép, amely nyomokat keres, rendez és összehasonlít. Minden térben és időben szétszórt eseményt, jelenséget rögzít, és azokat közös információformákká (például képekké) alakítja, amelyek a múltról és a jelenről adnak információt, és ennek alapján előre jeleznek bizonyos jövőbeli jelenségeket. Hatalmas kapacitása miatt különféle testi, sőt pszichés problémák megoldására is használják.
- Gyertyák a konzolok előtt: Akiko, Kondrayev felesége, meg akarja látogatni az apját, Okada akadémikust. Dr. Valerij Casparo megpróbálja rögzíteni a haldokló Okada tudatát. A Legfőbb Kísérlet nevű folyamat miatt az objektum körül az összes tápegységet teljesen leállították, kivéve a kódoláshoz használtakat, ezért a tudósok fáklyákkal és gyertyákkal világítanak. A kísérlet 98 százalékban sikeres lett, de Okado meghalt, mielőtt a kódolás teljesen befejeződött volna. Személyazonosságát húszezer speciális biomasszát tartalmazó konténer őrizte meg, húsz hat emeletes, mélyen a föld alá nyúló épületben.
- Természettudomány a szellemvilágban: Fizikusok azon dolgoznak, hogy megerősítsék a párhuzamos világok létezését. Az Térfizikai Intézetben gondolatolvasókkal kutatják az Összefonódó Univerzumok Elméletét. A kísérletek elvégzéséhez az alanyokat speciális helyiségekben különítik el, amelyek a legtöbb elektromágneses hullámot leárnyékolják, hogy megkönnyítsék számukra a különböző párhuzamos terek közötti valószínűleg áthatoló elektromágneses jelek felfogását. A kísérlet azonban nem ér véget, a gondolatolvasók a rengeteg próbálkozás ellenére sem tudják megerősíteni vagy cáfolni az ilyen mezők jelenlétét.
- A vándorokért és utazókért:[3][9][10] Gorbovszkij az „Üresség Hangjáról” és az Univerzum más rejtélyeiről, valamint az űrkutatás filozófiájáról beszélget.
- Egy kényelmesen berendezett bolygó:[3][11] Ryu Waseda, Gennagyij Komov és Feltárócsapata ismerkednek az EN 23 fehér csillag körül keringő Leonyida bolygóval, és közben ott lépnek először rövid kapcsolatba egy biotechnológiai humanoid fajjal.

NEGYEDIK RÉSZ – Ilyenné lesznek
- A vereség: Mihail Szidorov két társával a Földön egy távoli szigeten teszteli a veszélyes bolygók automatikus gyarmatosítójának prototípusát, amely mindent előkészít az ember érkezéséhez. A készülék megsemmisül, amikor rábukkan a föld alatt hagyott kétszáz éves katonai töltetre.
- A látogatás: Pavel Gnyedih és Alekszandr Kosztilin hosszú idő után újra találkozik. Pavel távoli,  idegen bolygókon állatokra vadászott. Gnyedihnek sok trófeáját kiállították, de úgy érzi, hogy egyszer véletlenül megölhetett egy értelmes lényt.
- Ilyenné lesznek: Kondratyev, Szlavin és Gorbovszkij hallevest készítenek egy óceán partján. Beszélgetnek a haladásról, az emberiség fejlődéséről, az esetleges stagnálásról. Gorbovszkij elmesél egy fantasztikus történetet egy jövőbeli látogatóval való találkozásáról.

|  | Itt a vége a cselekmény részletezésének! |

## Megjelenések
... 1960-ban határozottan lemondtunk a mozaikdarabokon átívelő, összefüggő történetről, világosan látszik, hogy a regény különálló, semmiféle „ívhez” nem kapcsolódó, egymástól nagyon is eltérő, más időpontokban és alkalmak kapcsán írt novellákra lett felosztva ...
Először 1961-ben jelent meg oroszul az Ural irodalmi folyóiratban (1961, 6. szám), mint „fejezetek a Hazatérés című regényből”, és a 20 történetből csak 10-et tartalmazott. A következő kiadás oroszul 1962-ben jelent meg a Gyetszkaja Literaturánál, majd 1963-ban újranyomták. Ebben a kiadásban a 20 történetből 16 szerepelt. Az 1967-es orosz kiadás volt az első, amely mind a 20 történetet tartalmazta. Minden további kiadás és fordítás az 1967-es kiadás formátumát követte.

### Magyarul
- Hazatérés – Delelő, 22. század (Metropolis Media, 2016, fordította: Sándor Gábor)[12] ISBN 9786155508806
- Ugrás a jövőbe (Európa Könyvkiadó, Budapest, 1966, fordította: Füzesi Gyula)

## Fordítás
- Ez a szócikk részben vagy egészben  a   Noon: 22nd Century című angol Wikipédia-szócikk ezen változatának fordításán alapul.  Az eredeti cikk szerkesztőit annak laptörténete sorolja fel. Ez a jelzés csupán a megfogalmazás eredetét és a szerzői jogokat jelzi, nem szolgál a cikkben szereplő információk forrásmegjelöléseként.